# Chaud Blaze
Chaud Blaze, conocido en Japón como Ijūin Enzan, es un personaje ficticio de la saga de videojuegos Megaman Battle Network y de la serie de manga y anime Megaman NT Warrior. Su Netnavi se conoce como ProtoMan.EXE (conocido en Japón como Blues.EXE) y es el principal rival de Megaman.
Chaud es un Net Oficial y un reconocido Netbattler. 
| Nombre                     | Edad    | Género    |
| -------------------------- | ------- | --------- |
| Chaud Blaze / Eugene Chaud | 12 años | Masculino |
| Enzan Ijuuin (en Japón)    | -       | -         |

## Historia
Chaud es un Netbattler prodigio que a temprana edad, recibió a su NetNavi, Protoman, y se convirtió en su operador. Ha derrotado a cientos de navis y ganado numerosas Netbattles. Actualmente es campeón del torneo N1. También es vicepresidente de la compañía de su padre, BlazeQuest y uno de los accionistas principales de Sci-Lab. Chaud se interesó en Lan y Mega Man cuando escuchó a la gente hablar del "asombroso netnavi azul" que resolvía crímenes en la red. Sin embargo, él creía que Lan era un excelente combatiente también, pero Protoman termina salvando a Megaman de la eliminación varias veces. 
Mientras la serie progresa, Chaud es uno de los personajes que más cambia. Al terminar EXE aparentemente sale de viaje y regresa en los primeros capítulos de Axess, haciendo su aparición en un museo. Más tarde, en el capítulo 13 y contra la voluntad de Lan, Chaud obtiene un Syhncro Chip y gana la habilidad de fusionarse con Protoman. Eventualmente Chaud se va convirtiendo cada vez más en un amigo para Lan, más que un rival. Su trato diario como Netsavers los va acercando tanto, que cuando Protoman cae bajo los efectos de un Darkchip y se convierte en un Darkloid, Lan llora junto al chico y le promete que lo harán regresar. En Axess, también se revela que la madre de Chaud murió cuando él era pequeño y desde entonces su padre lo ignoró completamente. De ahí se originó su carácter frío y calculador. 
En Stream, Chaud es el segundo elegido por Duo, siendo marcado en la palma con su señal al despedirse de Lan durante el capítulo 8, pues planea quedarse en Netopia para investigar sobre los Asteroid Navis. Chaud hace numerosos progresos y regresa a DenTech City con información sobre la identidad de Baryl y Colonel. Junto a Lan y los demás elegidos explora las ruinas de Duo en Netopia. Durante Beast es él quién encuentra a Iris por primera vez en una base militar de Netopia. Iris le deja inconsciente antes de ir a DenTech City en busca de Lan. Chaud comienza desde entonces un juego para atraparla y obtener respuesta a sus numerosas preguntas. Sin embargo, más tarde junto a Lan, Raika, Maylu y Dingo es transportado a Beyondard, donde queda separado de los otros junto a Maylu. Por esta época, las defensas de Chaud desaparecen. Podemos verlo actuando de manera divertida y sonriendo, pero sin dejar de lado su carácter táctico y su inteligencia.
- Datos: Q8345100